# Couturier de mon cœur
Pour plus de détails, voir Fiche technique et Distribution.
Couturier de mon cœur est un film français réalisé par René Jayet et Raymond de Cesse, sorti en 1936.

## Fiche technique
- Titre : Couturier de mon cœur
- Autre titre : Le Roi de la couture
- Réalisation : René Jayet et Raymond de Cesse
- Scénario et dialogues : Raymond de Cesse
- Musique : René de Buxeuil et Vincent Scotto
- Production : Productions Pellegrin Cinéma
- Pays de production :  France
- Genre : Comédie
- Durée : 84 minutes
- Date de sortie : 
  - France : 3 septembre 1936

## Distribution
- André Berley
- Adrien Lamy
- Jeanne Helbling
- Lucette Desmoulins
- Jeanne Fusier-Gir